# Nunca Desista de Seus Sonhos
Nunca Desista de Seus Sonhos é um livro do psiquiatra, psicoterapeuta e escritor Augusto Cury, lançado em 2004, onde analisa a trajetória de personalidades como Jesus Cristo, Abraham Lincoln e Martin Luther King.

## Sinopse
"Precisamos perseguir nossos mais belos sonhos. Desistir é uma palavra que tem que ser eliminada do dicionário de quem sonha e deseja conquistar. Não se esqueça de que você vai falhar 100% das vezes em que não tentar, vai perder 100% das vezes em que não procurar, vai estacionar 100% das vezes em que não ousar caminhar." – Augusto Cury
Com mais de 30 milhões de livros vendidos sobre temas como crescimento pessoal, inteligência e qualidade de vida, o psiquiatra Augusto Cury debruça-se aqui sobre nossa capacidade de sonhar e quanto ela é fundamental na realização de nossos projetos de vida.
Os sonhos são como uma bússola, indicando os caminhos que seguiremos e as metas que queremos alcançar. São eles que nos impulsionam, nos fortalecem e nos permitem crescer.
Se os sonhos são pequenos, nossas possibilidades de sucesso também serão limitadas. Desistir dos sonhos é abrir mão da felicidade, porque quem não persegue seus objetivos está condenado a fracassar 100% das vezes.
Analisando a trajetória vitoriosa de grandes sonhadores, como Jesus Cristo, Abraham Lincoln e Martin Luther King, Cury nos faz repensar nossa vida e nos inspira a não deixar nossos sonhos morrerem. 

## Peça Teatral
A comédia dramática Nunca Desista de Seus Sonhos está em turnê pelo Brasil. No elenco estão Luiza Tomé como a terapeuta Carolina e Nizo Neto como Dr.Cury. Adaptação do próprio Augusto Cury e da roteirista Ingrid Zavarezzi. Direção de Rogério Fabiano.